# Лайон, Патрик, 3-й граф Стратмор и Кингхорн
Патрик Лайон, 3-й граф Стратмор и Кингхорн (англ. Patrick Lyon, 3rd Earl of Strathmore and Kinghorne; 29 мая 1643 — 15 мая 1695) — шотландский пэр и дворянин.

## Биография
Родился 29 мая 1643 года. Единственный сын Джона Лайона, 2-го графа Кингхорна (1596—1646), и его жены, леди Элизабет Мол, дочери Патрика Мола, 1-го графа Панмура, и Фрэнсис Стэнхоуп. Внук Патрика Лайона, 1-го графа Кингхорна (1575—1615), и его жены Энн Мюррей.
12 мая 1646 года, за 17 дней до своего третьего дня рождения, Патрик унаследовал титулы 3-го графа Кингхорна и 11-го лорда Глэмиса от своего отца, а также замок Глэмис и замок Лайон (ныне замок Хантли), которые были куплены 1-м графом Кингхорном в 1614 году. 30 мая 1672 года он получил новую хартию, ратифицированную в парламенте 1 июля 1677 года, дающую дополнение к его титулу, который в будущем должен был быть графом Стратмором и Кингхорном, виконтом Лайоном, лордом Глэмисом, Таннадисом, Сидлоу и Страдихти.
Бургомистр Данди в 1660 году, занимал чин лейтенанта королевской лейб-гвардии в 1672—1680 годах, член Тайного совета Шотландии (1674—1689, 1691/1692), лорд казначейства (1680), комиссар казначейства (1680), лорд чрезвычайной сессии (1686—1689), шериф Форфаршира (1694).
Лорд Стратмор и Кингхорн скончался 15 мая 1695 года в замке Лайон, Шотландия. Ему наследовал его старший сын Джон Лайон, 4-й граф Стратмор и Кингхорн.

## Семья
23 августа 1662 года Патрик Лайон женился на Хелен Миддлтон (? — мая 1708), дочери Джона Миддлтона, 1-го графа Миддлтона, и его жены Гризель Дарем (? — 1666). У супругов были дети:
- Джон Лайон, 4-й граф Стратмор и Кингхорн (8 мая 1663 — 10 мая 1712)[1], старший сын и преемник отца.
- Леди Гризель Лайон (1665 — около 1721)[1], она вышла замуж за Дэвида Огилви, 3-го графа Эйрли.
- Леди Джин Лайон (1666 — ?), умерла молодой.
- Леди Элизабет Лайон (1666 — до 1672) умерла молодой.
- Достопочтенный Патрик Лайон (1669 — 13 ноября 1715)[1].
- Леди Элизабет Лайон (1672 — январь 1739)[1], 1-й муж с 1665 года Чарльз Гордон, 1-й граф Эбойн; 2-й муж — Патрик Киннэрд, 3-й лорд Киннэрд; 3-й муж — капитан Александр Грант.
- Леди Аделаида Лайон (1676—1698)
- Достопочтенный Чарльз Лайон (1679—1692), умер молодым.